# Malgven

Pintura prerafaelita de una Valquiria, parecida a las descripciones de Malgven

Malgven o Malgwen(n) es un personaje introducido por Édouard Schuré en la leyenda de la ciudad de Ys a finales del siglo XIX, tal vez a partir de una leyenda local del Cabo Sizun. Fue Charles Guyot quien la hizo famosa a principios del siglo XX, en su versión literaria de la leyenda de Ys. Valquiria y reina del «Norte», Malgven reina sobre sus tierras con su envejecido esposo, el rey Harold. Se encuentra con el rey Gradlon, que está realizando una expedición, y se enamora de él. Lo convence para matar a su marido y fugarse con ella, a lomos de su caballo Morvarc'h, a las tierras bretonas de Gradlon. El viaje dura un año, durante el cual da a luz a una hija, Dahut. Malgvent muere después del parto.
Aunque tal vez no haya nada de auténtico en la leyenda de la ciudad de Ys, Malgven restituye a su hija Dahut un origen feérico, y participa en el aspecto dramático y romántico de esta leyenda. Este personaje se retoma en numerosas producciones más recientes, sobre todo en novelas, una obra de teatro y una historieta. 

## Etimología
Aunque la más frecuente es la grafía «Malgven», algunos textos recientes emplean «Malgwen» o «Malgwenn». Françoise Le Roux y Christian-J. Guyonvarc'h no citan su etimología, pero precisan que, para ellos, el nombre no es «bretón ni escandinavo».

## Descripción
Citada a menudo como esposa del rey Gradlon, y por lo tanto madre de la princesa Dahut, en la leyenda de la ciudad de Ys, Charles Guyot popularizó a Malgven en este papel a principios del siglo XX. 

### Origen
El mito original de Dahut no le atribuye ninguna madre. Ni siquiera tiene una genealogía definida. Para Le Roux y Guyonvarc'h, representa un figura celta «sin edad ni origen»; Malgven es, por lo tanto, un añadido tardío al mito de la ciudad de Ys.
Matthieu Boyd indica que la mención conocida más antigua de Malgven es de 1892, en el ensayo Les Grandes légendes de France, de Édouard Schuré (no obstante, el texto de Schuré fue prepublicado en la Revue de deux Mondes el año anterior). Schuré hace una vaga alusión a sus fuentes en una tradición oral recogida cerca del cabo Sizun, según la cual el rey Gradlon vino a buscar a una princesa de Hibernia (Irlanda). Esta tradición se asemeja un poco al mito de Tristán e Isolda, y podría darle a Malgven un origen más auténtico, puesto que Schuré había mantenido abundante correspondencia con sus compañeros para recopilar leyendas. Luego, en 1903, Malgven es citada en una pieza teatral como madre de Dahut. Su nombre aparece, igualmente, en una publicación anglófona de 1906.
Por lo tanto, Boyd se opone a la conclusión de que Malgven es pura invención literaria de Charles Guyot, aunque sigue siendo prudente respecto a un posible origen en el folclore bretón, puesto que Schuré no cita de manera precisa sus fuentes. El lay de Graelent-Meur, recopilado por La Villemarqué, alude a una relación entre el rey Gradlon (la identificación de este último con el rey de la leyenda de Ys continúa siendo controvertida, al igual que la autenticidad de este texto) y una mujer del Otro Mundo. Partiendo de este lay, Jean Markale —cuyas teorías son criticadas severamente por Le Roux y Guyonvarc'h—, ha desarrollado la hipótesis de que, tras su encuentro con la mujer del Otro Mundo, el «caballero Gradlon» habría regresado con Dahut, «una niña pequeña con largos cabellos». Ninguna fuente permite establecer un vínculo con Dahut, ni una identificación entre esta mujer del Otro Mundo y Malgven; pero, en la tradición celta, estas mujeres traen la buena fortuna a sus esposos y pueden tener hijos con ellos, lo cual podría constituir una pista.
Para Françoise El Roux y Christian-J. Guyonvarc'h (2000), Malgven y el caballo Morvarc'h son invenciones literarias del Charles Guyot para su versión de la leyenda de Ys Esta versión, en la que intervienen Malgven y Morvac'h, es la que se cuenta como la «bretónversión canónica» de la ciudad de Ys desde mediados del siglo XX, sobre todo por Jean Markale.

### Apariencia física y reino
Je suis la fée Malgven, reine du Nord et maîtresse de ce château. C'est moi qui ai dirigé la lutte contre tes guerriers qui l'assaillaient, car le roi mon époux n'est qu'un incapable dont le glaive se rouille, pendu à un clou. 
(Soy el hada Malgven, reina del Norte y ama de este castillo. Soy yo quien ha dirigido la lucha contra tus guerreros, que lo estaban asediando, porque mi esposo el rey no es más que un incapaz, cuya espada se oxida colgada de un clavo.)
Yann Brékilien en Les mythes traditionnels de Bretagne

Malgven es descrita a menudo como «reina del Norte». El país sobre el que reina podría ser Irlanda, Noruega o Dinamarca. De este modo, se califica a Malgven como «dannite», es decir, danesa, en algunos textos de finales del siglo XIX; pero Charles Guyot la presenta como una valquiria nórdica. Édouard Schuré la describe así: «temible y hermosa era la reina del Norte, con su diadema de oro, su corselete de mallas de acero, del que se liberaban unos brazos blancos como la nieve, y los rizos dorados de su cabellera, que caían sobre su armadura de un azul oscuro, menos azul y centelleante que sus ojos» (1908). Otras versiones, como la de Florian Le Roy (1928), la hacen una mujer pelirroja: «Bajo el claro de luna, con su coraza y su cota de malla empapados de luz, había una mujer de cabellos rojos generosamente esparcidos. Era bella como una diosa de la Guerra. Un agua encantada refulgía en sus ojos. Era Malgven, reina del Norte». Pascal Bancourt la ve como un «hada del Norte» con apariencia de mujer guerrera, con cabellos dorados. La versión más conocida la hace esposa del envejecido rey nórdico Harold. Malgven se enamora del rey Gradlon y lo convence para que mate a su marido.

## Evolución literaria
La primera versión conocida, la de Édouard Schuré, presenta a Malgven como una maga, «una sena irlandesa o saga escandinava que había hecho perecer a su primer posesor con veneno para seguir al jefe armoricano» Gradlon. Pero apenas él se convierte en rey de Cornualles, ella muere súbitamente. Gradlon, incapaz de olvidarla, se sume en la tristeza, el vino y el desenfreno. Al ver crecer a su hija Dahut, cree volver a ver a su esposa.

### Malgven en la novela de Charles Guyot
A principios del siglo XX, Charles Guyot publica La Légende de la ville d'Ys d'après les anciens textes en la editorial H. Piazza; obra que obtiene un éxito notable, puesto que en 1926 se publica su decimoprimera edición. A lo largo de todo el siglo se van produciendo reediciones regulares, sobre todo en 1987, 1998 y 1999 (en Flammarion), así como una traducción inglesa en 1979.
Malgven aparece, principalmente, en el primer capítulo, titulado el «El luto de Gradlon». Gradlon, rey de Cornualles, va a la guerra en Noruega a la cabeza de una gran flota. Tras una larga y agotadora navegación, llega a las fronteras del reino del Norte. Los bretones libran una primera batalla, una carnicería que no le da la ventaja a ninguno de los dos bandos. La historia se repite al día siguiente, una batalla, o incluso masacre, similar, pero esta vez Malgven participa en los combates. El rey de Cornualles asedia en vano una fortaleza ubicada en el fondo de un fiordo; pero, al acercarse el invierno, el ejército se niega a quedarse y se embarca hacia Armórica, dejando solo al rey. Cada noche, él busca la manera de penetrar en la plaza. Una noche, una mujer lo está esperando al pie de la muralla. Le dice que es imposible para él tomar la ciudad y su tesoro sin su ayuda. Le propone dejarlo entrar, pero debe matar al rey, un hombre viejo, codicioso e infiel cuya espada está oxidada. En la ciudadela, Gradlon mata el esposo de la reina mientras está sumido en su sueño de embriaguez. Ambos escapan con el tresoro montando a Morvarc'h («el caballo del mar»), un animal capaz de correr sobre las aguas. El caballo se precipita hacia el mar y alcanza el barco de Gradlon; el viaje de regreso dura un año. De los amores de Malgven y Gradlon nace una hija, Dahut. La reina muere durante el parto. Gradlon no puede consolarse de la muerte de su amante y orienta todo su afecto hacia su hija, que se parece a Malgven y profesa la religión celta.
El papel del Malgven en esta novela participa de su aspecto dramático, con el episodio de su muerte en el parto. Tierry Jigourel estima que, con el añadido de Morvarc'h y Malgven, Guyo le da a su texto un «sorprendente vigor novelesco». Françoise Le Roux y Christian-J. Guyonvarc'h lamentan la «injustificada notoriedad de este libro», al que califican de «falsificación de una leyenda bretona con fines comerciales».

### Evoluciones posteriores
Los diferentes autores que hablan de la ciudad de Ys, a menudo a partir del texto de Charles Guyot, introducen ligeras diferencias en la versión de este. Georgest-Gustave Toudouze cita un resumen de la leyenda en L'Ouest-Éclair (que luego será Ouest-France) en 1933: «cuando Gradlon sucedió a Conan Meriadec, partió por mar, a vagar con una flota de la cual perdió tres cuartos. En las aguas del Norte encontró a una reina, Malgven, que se prendó de él y que él desposó según los ritos del país nórdico. Ella vivió, ella navegó con él por el mar». En 1937, en un artículo de Paris-Soir, se presenta a Malgven como la mujer de Gradlon «que él había traído del Norte». Dahut no es su hija, es «hija de Malgven y del diablo — fruto de un tenebroso adulterio». En la leyenda contada por Thierry Jigourel, Gradlon descubre la existencia del reino del Norte, de sus tesoros y de Malgven al escuchar una conversación de marineros en un albergue de Quimper. La reina Malgven le declara su amor tras una jornada de combate singular entre los dos futuros amantes
.

## Análisis
Las investigadoras Amy Varin y Hiroko Amemiya reconocen a Malgven el mérito de otorgar a Dahut una filiación «extraordinaria» y feérica, más cercana a su naturaleza original. En las versiones conocidas que hacen de Dahut la hija de Gradlon, solo un parentesco feérico desde la rama materna puede explicar que siga una vía «maldita», y que sea castigada por Dios a pesar de que su padre es piadoso. Joseph Philippe coincide con esta observación al decir que Malgven es una madre pagana, que da a luz a una hija también pagana.
El cuentista Alain Le Goff ve a Malgven y Dahut como dos expresiones de un poder femenino y un mito del eterno retorno, puesto que ambas, en sus respectivas leyendas, acaban por regresar al mar, «su matriz original».

## Adaptaciones y reutilizaciones recientes

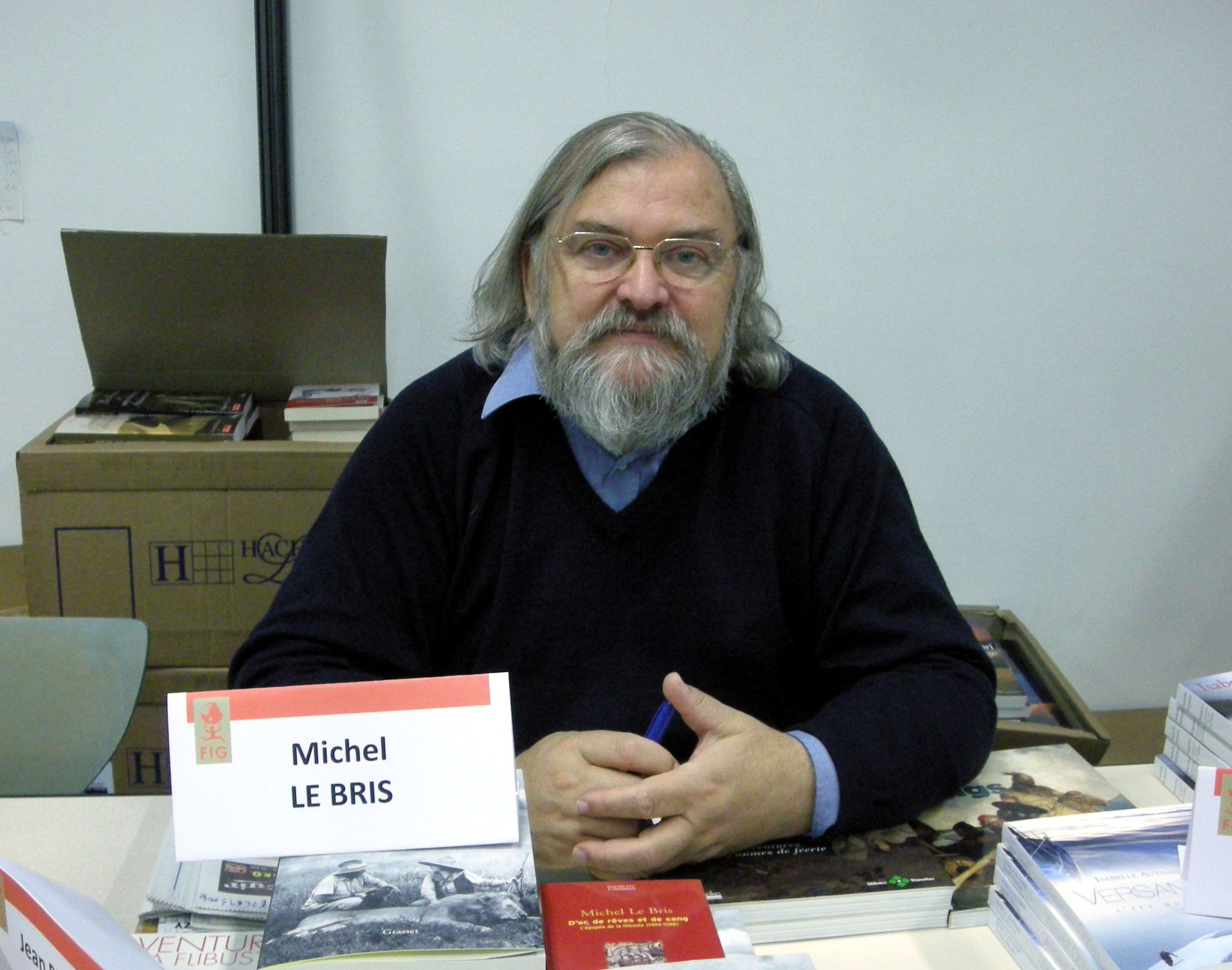
Michel El Bris recupera al personaje de Malgven en su pieza Ys, dans la rumeur des vagues (1985).

La mayoría de las adaptaciones literarias recientes de la leyenda de la ciudad de Ys mantienen a Malgven tal y como se la presenta en la versión de Charles Guyot. Es el caso, sobre todo, de Henri Iselin (Légendes des cités perdues, 1964), de Jean Markale («La vielle engloutie ou le mythe celtique des origines», en Les Celtes, 1969), del cuentista Yann Brékilien, que recupera al «hada Malgven, reina del Norte» como madre de Dahut (Contes et légendes du pays breton, 1973), de Michel Le Bris (en su obra Ys, dans la rumeur des vagues, 1985), Françoise Gange (La ville plus basse que la mer, 1988) y Christian Querré (La légende de la ville d'Ys, 1996).
Malgven está presente en la versión humorística de la leyenda de Ys que se cuenta en La Dérive des incontinents, de Gordon Zola. En la novela La Sirène d'Ouessant, de Édouard Brasey (2014), Malgven es una vieja curandera adepta de las tradiciones paganas. En la saga Les Druides, de Thierry Jigourel, Jean-Luc Istin y Jacques Lamontagne, se alude a Malgven en el segundo tomo, «Is la blanca» (2006), cuando Gwench'lan debe realizar una investigación en la legendaria ciudad, en el contexto de las tensiones entre católicos y paganos.
Arthur Rimbaud parodia la leyenda en una de sus correspondencias, con su esbozo titulado «El trineo»: Malgven aparece montada en un trineo arrastrado por un colegial que teme que se vuelque. Malgven es también el nombre de una cerveza roja fuerte producida en la cervecería artesanal de «La Korrigane», en Quebec.